# Ahmadou Babatoura Ahidjo
Ahmadou Babatoura Ahidjo (Garoua, 24 augustus 1924 - Dakar, 30 november 1989) was de eerste president van Kameroen. Hij was van 1960 tot 1982 president, waarna hij werd opgevolgd door Paul Biya.

## Biografie
Hij was de zoon van een Fulbe-dorpshoofd uit het noorden van Kameroen. Zijn moeder zorgde vrijwel alleen voor zijn opvoeding. Hij bezocht een koranschool en aansluitend een lagere school (1932-1939) en vervolgens een middelbare school (Ecole Primaire Supérieur) in de hoofdstad van Frans-Kameroen, Yaoundé, waarna hij als ambtenaar in dienst trad van het koloniaal bestuur als telegrafist (1942).
Zijn eerste ervaring op politiek terrein deed hij op toen hij zich als jongeman aansloot bij de Jeunes Musulmans ("Jonge Moslims") waarvan hij later ook de leider werd. In 1946 werd hij in de vertegenwoordigende raad (Assemblée Territoriale) van Frans-Kameroen gekozen. Van 1953 tot 1956 was hij lid van Assemblée van de Franse Unie. Vervolgens was hij van 1957 tot 1958 vicepremier van Frans-Kameroen en diende in die hoedanigheid onder premier André-Marie Mbida, die hij in februari 1958 opvolgde. In datzelfde jaar richtte hij de Union camerounaise (UC) waarvan hij de eerste leider werd.

### Presidentschap
Ahidjo, die pro-Frans was, onderhandelde met de Franse regering over het verkrijgen van onafhankelijkheid voor Frans-Kameroen. Op 1 januari 1960 kwam de Republiek Cameroun tot stand met Ahidjo als eerste president. Zijn onmiddellijke aandacht ging uit naar de hereniging van zijn Franstalige Republiek Cameroun met het Engelstalige mandaatgebied Southern Cameroons, dat in 1961 een feit werd toen de Federale Republiek Kameroen tot stand kwam. In de eerste jaren hadden Ahidjo en zijn regering te maken met een burgeroorlog tegen radicale Union des Populations du Cameroun (UPC) die streefden naar de instelling van een socialistisch georiënteerde staat en een neutrale buitenlandse politiek. Uiteindelijk moesten de strijders van de UPC in 1970 het onderspit delven. Ahidjo voerde een sterk op Frankrijk gericht buitenlands beleid, maar formeel was het land niet-gebonden en werd er ook samenwerking gezocht met niet-westerse landen. De Franse invloed op de regering bleef groot en Ahidjo liet zich omringen door Franse adviseurs en gold als een bewonderaar van Charles de Gaulle, de Franse president.
Aanvankelijk voerde Ahidjo een beleid gebaseerd op het Afrikaans socialisme, maar in 1965 volgde, ter gelegenheid van de fusie van zijn Franstalige Union camerounaise met de Engelstalige Kamerun National Democratic Party en nog enkele andere partijen tot de Union nationale camerounaise (UNC), een koerswijziging en introduceerde hij het concept van liberale planning (Planned Liberalisme / Libéralisme planifié). Dit hield in dat er zoveel mogelijk buitenlandse geld moest worden aangetrokken om de Kameroense economie vlot te trekken. De staatsbedrijven (Parastatels) zouden deels in handen komen van buitenlandse investeerders, maar ook deels eigendom blijven van de staat. Daarnaast werden Kameroeners aangemoedigd om bedrijven te beginnen en werd getracht de landbouw te rationaliseren (Révolution verte) om de productie te verhogen. Liberale planning hield dus het midden tussen socialisme en kapitalisme (liberalisme) en verenigde volgens Ahidjo de positieve aspecten van beide economische systemen. Ahidjo meende echter dat het Kameroense deel van de staatsbedrijven zijn persoonlijk eigendom waren en hij met winsten kon doen wat hij wilde. Om aan de macht te blijven had hij een netwerk van vrienden die hij betaalde met de winsten. Ook maakte hij politieke vrienden tot managers van de bedrijven. Een aantal van deze managers waren incompetent, terwijl anderen er een dubbele boekhouding op na hielden. Als er geen sprake was geweest van mismanagement en corruptie van de parastatels dan zou de economische situatie van Kameroen waarschijnlijk beter zijn geweest. In het buitenland werd het liberale economische beleid van de president echter geprezen en bleven de investeerders zich melden.
Dat liberale planning niets te maken had met democratie in westerse zin, bleek wel toen de UNC in 1966 de enige toegelaten partij werd van het land. Ahidjo voerde een repressief beleid en liet tegenstanders opsluiten. Na het eindigen van de burgeroorlog in 1970 maakte Ahidjo een einde aan de federale staatsstructuur (1972) waarna de landsnaam werd gewijzigd in de Republiek Kameroen. De Engelstaligen die toch al vonden dat ze achtergesteld waren, begonnen zich meer ergeren aan het beleid van de president. Ook traden er spanningen aan het licht tussen de moslims in het noorden, waarvan men zei dat Ahidjo die bevoordeelde, en de christenen en animisten in het zuiden. Daar stond wel tegenover dat Ahidjo een zuiderling en katholiek, Paul Biya, in 1975 benoemde tot minister-president.

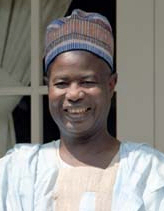
Ahmadou Ahidjo (1982)

Onder Ahidjo's regering was er sprake van een cultus rond zijn persoon. Muzikanten schreven liederen om de "vader des vaderlands" te eren en in openbare gebouwen hing zijn portret. Tijdens nationale feestdagen werd de president uitgebreid geprezen. Zijn autoritaire beleid zorgde er ook voor dat er nauwelijks politieke tegenstanders waren.
Ondanks zijn autoritaire beleid gold Kameroen tijdens het bewind van Ahidjo als een van de meest stabiele landen van Afrika. Verwonderd waren vriend en vijand dat Ahidjo in 1982 als president aftrad en plaats maakte voor Paul Biya. Beiden hadden altijd nauw samengewerkt, maar na de machtsoverdracht kwam het al snel tot problemen tussen Ahidjo en zijn opvolger. Ahidjo streefde er naar als voorzitter van de UNC invloed te kunnen blijven uitoefenen op de regering. Biya was echter geenszins van plan de macht te delen met zijn voorganger. In juli 1983 ging de oud-president in ballingschap in Frankrijk. In augustus van dat jaar werd hij er door Biya van beschuldigd deel te hebben uitgemaakt van een samenzwering tegen zijn persoon. In februari 1984 werd hij door een rechtbank in Kameroen ter dood veroordeeld. President Biya zette de straf echter om in een levenslange gevangenisstraf. Volgens velen was Ahidjo het brein achter de gewelddadige, maar niettemin mislukte, couppoging van februari 1984.

## Privé
Tot zijn dood in 1989 verbleef Ahidjo afwisselend in Frankrijk en Senegal. In dat laatste land overleed hij op 30 november 1989.
Zijn stoffelijke resten zijn, ondanks toezeggingen van de Kameroense regering, nog altijd niet naar het vaderland teruggebracht.
Ahmadou Ahidjo is getrouwd geweest met twee vrouwen: Ada Garoua en Germaine Ahidjo (*1922). Uit zijn huwelijk met Ada werd in ieder geval een zoon geboren, Mohamadou Badjika Ahidjo (een diplomaat) en uit zijn huwelijk met Germaine werden drie dochters en een zoon geboren.
Ahmadou Ahidjo droeg de titel El-Hadj omdat hij een pelgrimstocht naar Mekka had gemaakt. Hij was een soennitische moslim en voorstander van een humanisme gebaseerd op de islam.

## Uitspraken
- "Wij hebben dus de taak datgene te behouden, wat in onze traditie levend en gezond is. Het zou betreurenswaardig zijn voor ons land (...) als het bestaande zou worden overspoeld door een golf van vernieuwingen, die allen hun rechtvaardiging zoeken in de wil om met iets nieuws voor de dag te komen." - toespraak 18 februari 1958[9]
- "Als er mensen waren die ons een starre omschrijving van het begrip democratie voorhielden zouden wij niet aarzelen daar tegen in te brengen, dat een te precies nadoen van de regeringsvormen die Europa kent, voor Afrika nooit nuttig kan zijn. Ook de Afrikaanse democratie heeft adeldom. En vele sociologen helpen ons uit onze oude gebruiken een nieuwe levenswijze te putten, waar het Avondland nog niet aan toe is. De zin der democratie ligt in onze tijd in het erkennen der menselijke waardigheid. Men moet iedereen de mogelijkheid bieden zijn essentiële levensbehoeften te bevredigen. Haar betekenis ligt niet in min of meer kunstmatig uitgedokterde juridische vormen, die bij het eerste het beste briesje ineenstorten." - toespraak 18 februari 1958[9]
- "Kameroens socialisme betekent ieder mens de kans te geven gebruik te maken van zijn door God gegeven gaven." - toespraak 1964[10]

## Trivia
- In juli 1979 bracht hij een staatsbezoek aan Nederland (Afbeelding)